# Brevicoryne arctica
Brevicoryne arctica är en insektsart som beskrevs av Richards 1963. Brevicoryne arctica ingår i släktet Brevicoryne och familjen långrörsbladlöss. Inga underarter finns listade i Catalogue of Life.